# میرزا جواد ملکی تبریزی

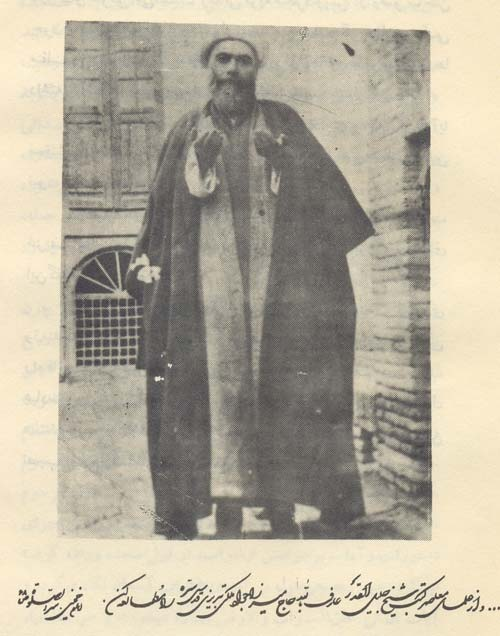
میرزا جواد آقا ملکی تبریزی در حال قنوت یا نیایش.

میرزا جواد آقا ملکی تبریزی (۱۲۷۴ ه‍.ق تبریز – ۱۳۴۳ ه‍.ق قم) از علمای معاصر فقه، اصول، اخلاق، حکمت و عرفان اسلامی بوده‌است.

## تولد و نسب
میرزا جواد آقا ملکی تبریزی در سال ۱۲۷۴ قمری (۱۲۳۷ شمسی) در تبریز به دنیا آمد، هرچند تاریخ دقیق تولد وی مشخص نیست. او از خاندانی اعیانی و اشرافی و پدرش میرزا شفیع تاجری ثروتمند بود. علت نامگذاری او به «ملکی» نسبت فامیلی او با خاندان «ملک‌التجار تبریزی» بوده‌است.

## تحصیلات و فعالیت‌ها
میرزا جواد آقا ملکی تبریزی علوم صرف، نحو، بلاغت و بیان و سطح مقدماتی دروس حوزوی را در تبریز فرا گرفت. سپس به نجف رفت و در آنجا نزد علما و استادان بزرگ آن زمان دانش آموخت. از جمله استادان وی عبارتند از:
- میرزا حسین نوری
- آقارضا همدانی نجفی[۵]
- ملا محمدکاظم خراسانی
- ملاحسینقلی همدانی: میرزا جواد آقا ملکی تبریزی ارادت خاصی به وی داشت و ۱۴ سال نزد ایشان شاگردی کرد.[۶] میرزا جواد آقا ملکی تبریزی کمالات معنوی و مراتب عالیه عوالم روح را زیر نظر وی سپری کرد[۱][۷] و از او اجازه روایت احادیث (نوعی اجازه در سطوح حوزوی اسلامی که نشان مورد اعتماد بودن است) کسب کرد.[۸] در زمینه اخلاق و عرفان، میرزا جواد آقا ملکی تبریزی از بهترین شاگردان مکتب ملا حسینقلی همدانی بوده‌است.[۹][۱۰]
- سید مرتضی رضوی کشمیری[۱۱][۱۲]

برخی گفته‌اند که میرزا جواد آقا ملکی تبریزی از مرتضی انصاری نیز اجازه نقل روایت داشته‌است.
میرزا جواد آقا ملکی تبریزی در حدود سال ۱۳۲۱ قمری به ایران آمد و در زادگاه و موطن اصلی‌اش تبریز به ترویج علوم دینی پرداخت. در سال ۱۳۲۹ قمری به خاطر اغتشاشات مربوط به جنبش مشروطه ایران و اوضاع نامساعد تبریز، به قم نقل مکان کرد. وی تا پایان عمر در قم ماند و در آنجا به تربیت روحانیان مشغول بود. در زمانی که عبدالکریم حائری یزدی به قم آمد و حوزه علمیه قم را تأسیس کرد، میرزا جواد آقا ملکی تبریزی نیز کلاس اخلاق و تهذیب نفس تشکیل داد و شاگردان زیادی زیر نظر وی تربیت شدند. درس اخلاق او بر دو قسم بود: درسی که در منزل ایشان تشکیل می‌شد و مختص تعدادی از شاگردان خاص ایشان بود؛ و درسی که در مدرسه فیضیه قم برای عموم مردم می‌گفت.

### شاگردان وی
- اسماعیل بن حسین تائب[۱۹]
- سید محمود مدرسی: وی معلم عرفان و مدرس اخلاق بود و در زمینه تبلیغ اسلام نیز فعالیت داشت. او در ربیع‌الاول سال ۱۳۷۸ قمری درگذشته است.[۲۰]
- سید حسین فاطمی رضوی قمی: ایشان اهل قم بود و به تدریس اخلاق و تبلیغ اسلام و تربیت شاگردان می‌پرداخت. عرفان را نزد میرزا جواد آقا ملکی تبریزی آموخت.[۲۱] وی در ۲۷ شوال ۱۳۸۹ قمری درگذشت و در گورستان شیخان در قم به خاک سپرده شد.[۲۲]
- سید محمود یزدی: همراه و دوست میرزا جواد آقا ملکی تبریزی نیز بود.[۲۳]
- ملاعلی معصومی همدانی: وی در سال ۱۳۱۳ قمری در قروه درگزین استان همدان به دنیا آمد. تحصیلات اولیه خود را در همدان نزد شیخ علی گنبدی[۲۴] و برخی از استادان دیگر گذراند. سپس به تهران سفر کرد و از درس اندیشمندان اسلامی چون ملا محمد زنجانی هیدجی بهره برد.[۲۵] او در سال ۱۳۴۰ قمری برای تحصیلات بیشتر به قم مهاجرت کرد. و در آنجا در درس میرزا جواد آقا ملکی تبریزی شرکت کرد. درس‌های میرزا جواد آقا ملکی تبریزی تأثیر عمیقی بر او گذاشت. اثری که همیشه همراهش ماند. از او علاوه بر اشعار شیرین و پرشوری که با تخلص «فنا» می‌سرود، دوازده جلد کتاب به یادگار مانده‌است. وی در هفدهم شعبان ۱۳۹۸ قمری چشم از جهان فروبست.[۲۶]
- محمود مجتهدی: وی مدتها شاگرد میرزا جواد آقا ملکی تبریزی بوده‌است.[۲۷]
- عباس تهرانی:[۲۸] ایشان در راه کمال بسیار کوشا بود لذا به درجات و فتوحات معنوی بسیاری دست یافت. مؤمنان از درس اخلاق او که در مدرسه حجتیه قم تدریس می‌کرد، بسیار بهره بردند. اشعار زیبایی می‌سرایید و دیوان شعری از او به جا مانده‌است.[۲۹]
- میرزا عبدالله شالچی:[۳۰] وی سالها نزد میرزا جواد آقا ملکی تبریزی تحصیل کرد و به معنویت چشمگیری دست یافت. او دستورالعمل‌های معنوی خاصی از میرزا جواد آقا ملکی تبریزی دریافت می‌کرد.[۳۱] وی در ۲۸ دی ۱۳۶۳ شمسی در سن یکصد و سه سالگی درگذشت.[۳۲]
- حسن لنکرانی: مؤلف کتاب «الملهمات الغرویة فی أحکام الحج» بوده‌است.[۳۳]
- میرزا جواد سلطان القرایی تبریزی:[۳۴] وی در سال ۱۳۱۹ قمری در تبریز به دنیا آمد. وی در نجف نزد میرزا جواد آقا ملکی تبریزی تحصیل کرد. او در هنر خوشنویسی استاد بود. وی کتابهای ارزشمندی در کلام، فلسفه و دیگر علوم اسلامی تألیف کرده‌است. وی علاوه بر فقه و اصول فقه، ادبیات فارسی و عربی، حدیث و رجال، در تاریخ، جغرافیا، نجوم و ریاضیات نیز تبحر داشت. او در ۱۰ آذر ۱۳۷۶ شمسی در سن ۹۶ سالگی درگذشت.[۳۵][۳۶]
- سید شهاب‌الدین مرعشی نجفی: میرزا جواد آقا ملکی تبریزی به ایشان اجازه روایت داده بود.[۸]
- سید محمد صادق لواسانی: به مدت دو سال درس اخلاق را نزد میرزا جواد آقا ملکی تبریزی آموخت.[۳۷]
- احمد مشرف حسینی: در قم به دنیا آمد. او در شهر درود به تبلیغ احکام و نشر معارف اسلامی مشغول بوده‌است.[۳۸]
- محمدعلی اراکی
- سید جعفر حسینی شاهرودی: وی در سال ۱۲۹۴ شمسی به دنیا آمد. برای تحصیل علوم اسلامی به مشهد و قم رفت. وی در محضر میرزا جواد آقا ملکی تبریزی تحصیل کرد و سپس برای تحصیلات بیشتر به نجف رفت. سرانجام به درجه اجتهاد رسید. در سال ۱۳۲۴ شمسی به ایران بازگشت و به خدمات دینی و نشر معارف اسلامی پرداخت. وی در ۱۴ خرداد ۱۳۵۲ شمسی درگذشت و در گورستان شیخان قم به خاک سپرده شد.[۳۹]
- سید مهدی کشفی بروجردی[۴۰]
- سید محمدکاظم شریعتمداری[۴۱][۴۲]
- میرزا خلیل کمره‌ای: وی در قم زیر نظر میرزا جواد آقا ملکی تبریزی تحصیل می‌کرد.[۲][۴۳]

بر خلاف اینکه مشهور است سید روح‌الله خمینی (بنیانگذار جمهوری اسلامی ایران) هم شاگرد میرزا جواد آقا ملکی تبریزی بوده، اما به گفته سید علی خامنه‌ای (رهبر فعلی جمهوری اسلامی ایران) او به جز دو جلسه در درس میرزا جواد آقا ملکی تبریزی شرکت نکرده و به همین خاطر افسوس می‌خورده‌است. سید روح‌الله خمینی به میرزا جواد آقا ملکی تبریزی ارادت خاص داشته و علاقه‌مندان به تهذیب و وارستگی را به مطالعه کتاب‌های او راهنمایی می‌کرد. از جمله در کتاب «چهل حدیث» خود، مطالعه «رساله لقاءالله» ملکی تبریزی را توصیه می‌کند.

## اقوام
- ملک التجار تبریزی
- علی اصغر ملکی تبریزی
- حبیب‌الله ملکی تبریزی
- حاج خداوردى ملكى تبريزى
- حاج محمدرضا ملكى تبريزى(اورينت الوژيست)

## تالیفات
کتاب‌های میرزا جواد آقا ملکی تبریزی به زبان‌های عربی و فارسی است. سید روح‌الله خمینی (بنیانگذار جمهوری اسلامی ایران) خواندن کتابهای او را توصیه کرده‌است.
- اسرار الصلاة: اصل کتاب به زبان عربی است و آقای رضا رجب زاده آن را به فارسی برگردانده است که حاوی هزار نکته از اسرار نماز است.[۴۹]
- المراقبات: با نام «اعمال السنه» نیز شناخته می‌شود. شامل عبادات اسلامی مخصوص ماه‌های مختلف و آثار معنوی و برکات آن‌ها می‌باشد.[۵۰]
- رساله لقاءالله: بحث در مورد معنای «لقاء الله» و آیات قرآن مربوط به این موضوع، همچنین پیرامون اسماء الهی و اسم اعظم و نیز سیر و سلوک معنوی مباحثی آورده شده‌است.[۵۱]
- کتابی در فقه: این کتاب هنوز منتشر نشده‌است. در باب نکاح دربارهٔ مسائل فقهی بوده‌است.[۵۲]
- رساله‌ای در حج: در مورد مسایل مربوط به زیارت حج.[۵۳]
- حاشیه فارسی بر غایةالقصوی: شرحی بر کتاب فقهی «غایةالقصوی»[۵۴] نوشته شیخ عباس قمی است. «غایةالقصوی» ترجمه فارسی کتاب العروةالوثقی اثر سید محمدکاظم طباطبایی یزدی است.[۵۵]
- رساله‌ای در اصول: در باب اصول فقه.[۲]
- رساله‌ای در سیر و سلوک[۱]

## درگذشت
میرزا جواد آقا ملکی تبریزی در روز یازدهم ذیحجه سال ۱۳۴۳ قمری (۱۱ تیر ۱۳۰۴ خورشیدی) درگذشته است. آرامگاهش در قبرستان شیخان شهر قم قرار دارد.